# Большаков, Василий Михайлович
Василий Михайлович Большаков (6 января 1923 — 1 декабря 2005) — советский и российский тренер по лыжным дисциплинам. Заслуженный тренер РСФСР (1980), почётный гражданин города Онеги и Онежского района (2002).

## Биография
Родился 6 января 1923 года в селе Андозеро Онежского района Архангельской области. Окончил школу-семилетку, затем в городе Онеге был учеником электрика. В октябре 1941 года ушёл добровольцем на фронт. Принимал участие в боях в Крыму на «Малой Земле», освобождал Севастополь, Одессу, Румынию и Болгарию.
В 1948 году после демобилизации вернулся в Онегу. Около года работал на лесобазе «Рочево». Тогда же стал работать инструктором-тренером в лыжной секции ДСО «Красная Звезда» по Онежскому району. Принимал участие в соревнованиях, неоднократно становился чемпионом Онеги и общества «Красная Звезда» по прыжкам с трамплина и двоеборью. Играл в футбол в составе сборной Онеги.
В 1952 году основал в Онеге детскую спортивную школу «Труд», готовящую спортсменов по лыжным гонкам, прыжкам с трамплина, двоеборью и слалому. С 1952 по 1983 год являлся директором и тренером этой спортшколы.
Подготовил несколько десятков мастеров спорта и тренеров. Среди его воспитанников участники Олимпийских игр в 1960-х годах по двоеборью Альберт Ларионов и Николай Крысанов, двукратный чемпион и призёр чемпионатов СССР лыжник и биатлонист Александр Чайко, чемпионка мира по лыжным гонкам Ирина Спицына-Шаркова и другие.
Умер 1 декабря 2005 года в Новороссийске.

## Память
С 1999 года проводится ежегодное открытое первенство Онежского района по лыжным гонкам на призы заслуженного тренера России В. М. Большакова.

## Награды и звания
- Орден Отечественной войны II степени[1]
- Орден Красной Звезды[1]
- Заслуженный тренер РСФСР (1980)[1]
- Судья республиканской категории[4]
- Почётный гражданин города Онеги и Онежского района (2002)[1]
- Лауреат в номинации «Лучший тренер Архангельской области (1984—1985)»[4]